# Malbranchea arcuata
Malbranchea arcuata är en svampart som beskrevs av Sigler & J.W. Carmich. 1976. Malbranchea arcuata ingår i släktet Malbranchea och familjen Myxotrichaceae.   Inga underarter finns listade i Catalogue of Life.